# Ansan (Gers)
Ansan (gaskognisch gleicher Name) ist eine französische Gemeinde mit 74 Einwohnern (Stand 1. Januar 2022) im Département Gers in der Region Okzitanien; sie gehört zum Arrondissement Auch und zum Gemeindeverband Coteaux Arrats Gimone. Die Bewohner nennen sich Ansannais/Ansannaises.

## Geografie
Ansan liegt rund 16 Kilometer nordöstlich der Stadt Auch im Osten des Départements Gers. Die Gemeinde besteht aus dem Dorf Ansan, wenigen Häusergruppen sowie Einzelgehöften. Der Arrats bildet die südöstliche Gemeindegrenze. Die Gemeinde hat im Süden einen Anschluss an die N124.

## Geschichte
Im frühen Mittelalter lag der Ort in der Grafschaft Fezensac, später dann in der Grafschaft Haut-Armagnac, die ein Teil der Provinz Gascogne war. Ansan in seiner heutigen Art entstand als befestigter Ort (Castelnau) neben einer Festung. Die Gemeinde gehörte von 1793 bis 1801 zum District Auch, zudem lag Ansan von 1793 bis 2015 im Wahlkreis (Kanton) Gimont. Die Gemeinde ist seit 1801 dem Arrondissement Auch zugeteilt.

## Bevölkerungsentwicklung
| Jahr                       | 1962 | 1968 | 1975 | 1982 | 1990 | 1999 | 2006 | 2020 |
| Einwohner                  | 134  | 118  | 101  | 80   | 68   | 63   | 90   | 77   |
| Quellen: Cassini und INSEE |      |      |      |      |      |      |      |      |

## Sehenswürdigkeiten
- Kirche Saint-Lizier
- Denkmal für die Gefallenen[1]
- mehrere Wegkreuze und eine Madonnenstatue

Quelle: